# Asura unilinea
Asura unilinea är en fjärilsart som beskrevs av Alfred Ernest Wileman. Asura unilinea ingår i släktet Asura och familjen björnspinnare. Inga underarter finns listade i Catalogue of Life.